# ماركو رومانو
ماركو رومانو (بالإيطالية: Marco Romano)‏ هو مبارز بالسيف إيطالي، ولد في 6 مايو 1953 في نابولي في إيطاليا.

## وصلات خارجية
- ماركو رومانو على موقع أوليمبيديا (الإنجليزية)
- ماركو رومانو على موقع اللجنة الأولمبية الإيطالية (الإيطالية)